# バトル・ハザード
『バトル・ハザード』（Battle of the Damned）は、2013年に公開されたSFアクション映画。

## あらすじ
大手バイオテクノロジー企業の研究所から凶悪ウイルスが流出したことにより、街の人々は次々と感染し、ゾンビと化していった。数少ない生存者も残る中、軍によって街は封鎖された。
その最中、過去に特殊部隊にいたことを見込まれ、マックス・ガトリング少佐は街に取り残されている娘のジュードを救出するよう男から依頼を受ける。
マックス率いる傭兵部隊は犠牲を払いつつもジュードを発見し、生存者達の居住地へと案内される。
生存者達のリーダーであるデュークから街を脱出するのは危険と反対されたマックスは、皆の目を盗んでジュードのみを連れて逃走を図るも抵抗され、失敗してしまう。
デュークらによってゾンビのいる外に拘束状態で放置され、絶体絶命の状況に陥るも、ジュードの恋人であるリースによって助け出される。
そして、マックスはゾンビのみを抹殺する殺人ロボットの指揮に成功し、生存者達全員と協力して街から脱出することを決意する。
しかし、ウイルス流出の原因となった企業の手によって街全体を焼き払う計画が進行しており、タイムリミットが刻々と迫ってきていた。

## キャスト
| 役名                     | 俳優                 | 日本語吹替 |
| ------------------------ | -------------------- | ---------- |
| マックス・ガトリング少佐 | ドルフ・ラングレン   | 山野井仁   |
| ジュード                 | メラニー・サネッティ | 坂井恭子   |
| リース                   | マット・ドーラン     | 岩尾万太郎 |
| デューク                 | デビッド・フィールド | 烏丸祐一   |
| リン                     | リディア・ルック     | 杉浦慶子   |
| エルビス                 | ジェン・クオサン     | 後藤ヒロキ |
| アンナ                   | オダ・マリア         | 佐竹海莉   |
| ヘルナンデス             | エステバン・クエト   | 北田理道   |
| ディーン                 | ケリー・ウォン       | 益山武明   |
| ロボット（声）           | ティモシー・クーパー | 不明       |

演出：本吉伊都子

翻訳：五十嵐江

調整：黒崎裕樹、吉岡拓真

制作：グロービジョン